# Kabinetten-Laniel
Frankrijk heeft in de periode 1953 tot 1954 twee kabinetten-Laniel gekend.

## Kabinet-Laniel (28 juni1953-16 januari1954)
- Joseph Laniel (CNIP) - Président du Conseil (premier)
- Henri Queuille (PRS) - Vice-Président du Conseil (vicepremier)
- Paul Reynaud (CNIP) - Vice-Président du Conseil (vicepremier)
- Pierre-Henri Teitgen (MRP) - Vice-Président du Conseil (vicepremier)
- Georges Bidault (MRP) - Minister van Buitenlandse Zaken
- René Pleven (UDSR) - Minister van Defensie en Gewapende Strijdkrachten
- Léon Martinaud-Deplat (PRS) - Minister van Binnenlandse Zaken
- Edgar Faure (PRS) - Minister van Financiën en Economische Zaken
- Jean-Marie Louvel (MRP) - Minister van Handel en Industrie
- Paul Bacon (MRP) - Minister van Arbeid en Sociale Zekerheid
- Paul Ribeyre (CNIP) - Minister van Justitie en Grootzegelbewaarder
- André Marie (PRS) - Minister van Onderwijs
- André Mutter (CNIP) - Minister van Veteranen en Oorlogsslachtoffers
- Louis Jacquinot (CNIP) - Minister van Franse Overzeese Gebieden
- Jacques Chastellain (CNIP) - Minister van Openbare Werken, Transport en Toerisme
- Paule Coste-Floret (MRP) - Minister van Volksgezondheid en Bevolking
- Maurice Lemaire (URAS) - Minister van Wederopbouw en Huisvesting
- Pierre Ferri (CNIP) - Minister van Posterijen, Telegrafie en Telefonie
- Edmond Barrachin (ARS) - Minister van Grondwettelijke Hervorming
- Édouard Corniglion-Molinier (RPF) - Minister van Staat

## Kabinet-Laniel II (16 januari-19 juni1954)
- Joseph Laniel (CNIP) - Président du Conseil (premier)
- Henri Queuille (PRS) - Vice-Président du Conseil (vicepremier)
- Paul Reynaud (CNIP) - Vice-Président du Conseil (vicepremier)
- Pierre-Henri Teitgen (MRP) - Vice-Président du Conseil (vicepremier)
- Pierre-Henri Teitgen (MRP) - Minister van Buitenlandse Zaken
- René Pleven (UDSR) - Minister van Defensie en Gewapende Strijdkrachten
- Léon Martinaud-Deplat (PRS) - Minister van Binnenlandse Zaken
- Edgar Faure (PRS) - Minister van Financiën en Economische Zaken
- Jean-Marie Louvel (MRP) - Minister van Handel en Industrie
- Paul Bacon (MRP) - Minister van Arbeid en Sociale Zekerheid
- Paul Ribeyre (CNIP) - Minister van Justitie en Grootzegelbewaarder
- André Marie (PRS) - Minister van Onderwijs
- André Mutter (CNIP) - Minister van Veteranen en Oorlogsslachtoffers
- Louis Jacquinot (CNIP) - Minister van Franse Overzeese Gebieden
- Jacques Chastellain (CNIP) - Minister van Openbare Werken, Transport en Toerisme
- Paule Coste-Floret (MRP) - Minister van Volksgezondheid en Bevolking
- Maurice Lemaire (URAS) - Minister van Wederopbouw en Huisvesting
- Pierre Ferri (CNIP) - Minister van Posterijen, Telegrafie en Telefonie
- Edmond Barrachin (ARS) - Minister van Grondwettelijke Hervorming
- Édouard Corniglion-Molinier (RPF) - Minister van Staat
- François Mitterrand (UDSR) - Gedelegeerd Minister voor de Raad van Europa

Wijzigingen
- 3 juni 1954 - Édouard Frédéric-Dupont (CNIP) treedt toe tot het kabinet als minister voor Relaties met Bevriende Staten.
- 4 september 1953 - François Mitterrand (UDSR) treedt als gedelegeerd minister voor de Raad van Europa terug.